# Champcevrais
Champcevrais é uma comuna francesa na região administrativa de Borgonha-Franco-Condado, no departamento de Yonne. Estende-se por uma área de 34,3 km². Em 2010 a comuna tinha 311 habitantes (densidade: 9,1 hab./km²).